# Пиелешти (Арђеш)
Пиелешти (рум. Pielești) насеље је у Румунији у округу Арђеш у општини Котмеана. Oпштина се налази на надморској висини од 588 m.

## Становништво
Према подацима из 2002. године у насељу је живело 189 становника, од којих су сви румунске националности.